# Dvory (okres Nymburk)
Dvory jsou obec v okrese Nymburk ve Středočeském kraji. Je součástí Mikroregionu Nymbursko. Leží asi pět kilometrů severozápadně od Nymburka. Žije zde 598 obyvatel, katastrální území měří 679 hektarů.

## Historie
První písemná zmínka o obci pochází z roku 1553.
Ve vsi Dvory (přísl. Veleliby, 758 obyvatel, katolický kostel) byly v roce 1932 evidovány tyto živnosti a obchody: velkoobchod s dobytkem, 4 hostince, kovář, obchod s lahvovým pivem, řezník, 2 obchody se smíšeným zbožím, spořitelní a záložní spolek pro Dvory, 3 trafiky, 2 velkostatky.

## Obyvatelstvo
| Rok            | 1869 | 1880 | 1890 | 1900 | 1910 | 1921 | 1930 | 1950 | 1961 | 1970 | 1980 | 1991 | 2001 | 2011 | 2021 |
| -------------- | ---- | ---- | ---- | ---- | ---- | ---- | ---- | ---- | ---- | ---- | ---- | ---- | ---- | ---- | ---- |
| Počet obyvatel | 353  | 478  | 556  | 608  | 584  | 744  | 766  | 597  | 666  | 675  | 641  | 539  | 531  | 545  | 547  |
| Počet domů     | 45   | 62   | 57   | 66   | 75   | 111  | 150  | 159  | 160  | 168  | 172  | 177  | 188  | 208  | 216  |

## Obecní správa

### Územněsprávní začlenění
Dějiny územněsprávního začleňování zahrnují období od roku 1850 do současnosti. V chronologickém přehledu je uvedena územně administrativní příslušnost obce v roce, kdy ke změně došlo:
- 1850 země česká, kraj Jičín, politický i soudní okres Nymburk[7]
- 1855 země česká, kraj Mladá Boleslav, soudní okres Nymburk
- 1868 země česká, politický okres Poděbrady, soudní okres Nymburk
- 1936 země česká, politický i soudní okres Nymburk[8]
- 1939 země česká, Oberlandrat Kolín, politický i soudní okres Nymburk[9]
- 1942 země česká, Oberlandrat Hradec Králové, politický i soudní okres Nymburk[10]
- 1945 země česká, správní i soudní okres Nymburk[11]
- 1949 Pražský kraj, okres Nymburk[12]
- 1960 Středočeský kraj, okres Nymburk
- 2003 Středočeský kraj, okres Nymburk, obec s rozšířenou působností Nymburk

### Části obce
- Dvory
- Veleliby

V letech 1850–1907 k obci patřil i Čilec.

### Obecní symboly
Znak a vlajka byly obci uděleny rozhodnutím předsedy Poslanecké sněmovny Parlamentu České republiky dne 19. ledna 2007.

## Doprava
Dopravní síť
- Pozemní komunikace – Do obce vedou silnice III. třídy. Ve vzdálenosti 2,5 kilometru od středu obce vede silnice I/38 Kolín – Nymburk – Mladá Boleslav.

- Železnice – Na území obce leží železniční stanice Veleliby, kde se spojují koleje ze stanic Nymburk hlavní nádraží a Nymburk město a rozdělují se na tratě 061 do Jičína a 071 do Mladé Boleslavi. Železniční Trať 061 Nymburk – Kopidlno – Jičín je jednokolejná celostátní trať, provoz byl zahájen roku 1881. Železniční Trať 071 Nymburk – Mladá Boleslav je jednokolejná celostátní trať, provoz byl zahájen roku 1870.

Veřejná doprava 2011
- Autobusová doprava – V obci má zastávku linka 434 v trase Nymburk, hl. nádr. - Dvory - Straky - Zbožíčko - Milovice, žel. st. - Jiřice - Benátky nad Jizerou, aut. st. Dále v zastávce Dvory,Veleliby,hlavní silnice na silnici I/38 staví též linky 436 v trase Nymburk, hl. nádr. - Dvory, Veleliby, hl. sil. - Všechlapy - Krchleby - Vlkava, náves - Čachovice - Lipník a 499 v trase Nymburk,hl.nádr. - Dvory,Veleliby,hl.sil. - Všechlapy - Krchleby - Loučeň - Jabkenice - Semčice - Kolomuty - Mladá Boleslav,aut.st.          (dopravce Okresní autobusová doprava Kolín, s. r. o.).

- Železniční doprava – Po trati 061 směrem na Jičín jezdilo v pracovní dny 16 párů osobních vlaků a 1 pár spěšných vlaků, o víkendu 13 párů osobních vlaků a 1 pár spěšných vlaků. Po trati 071 do Mladé Boleslavi jezdilo v pracovní dny 10 párů osobních vlaků, o víkendu 9 párů osobních vlaků.

## Okolí
V katastru obce se nachází rybník, který je v polích na potoce Liduška západně od vesnice Veleliby.

## Galerie

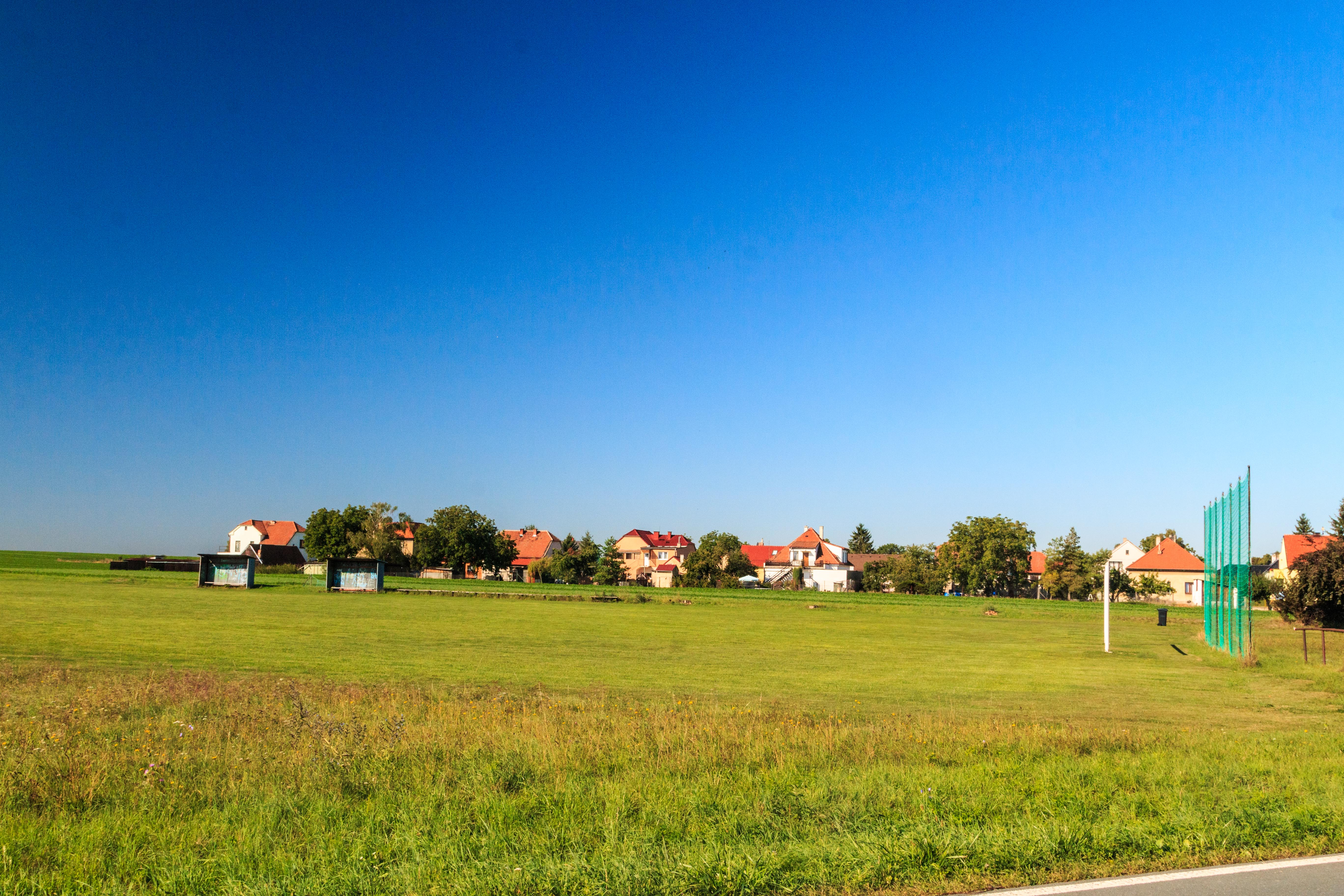
Dvory u Nymburka - příjezd od Velelib
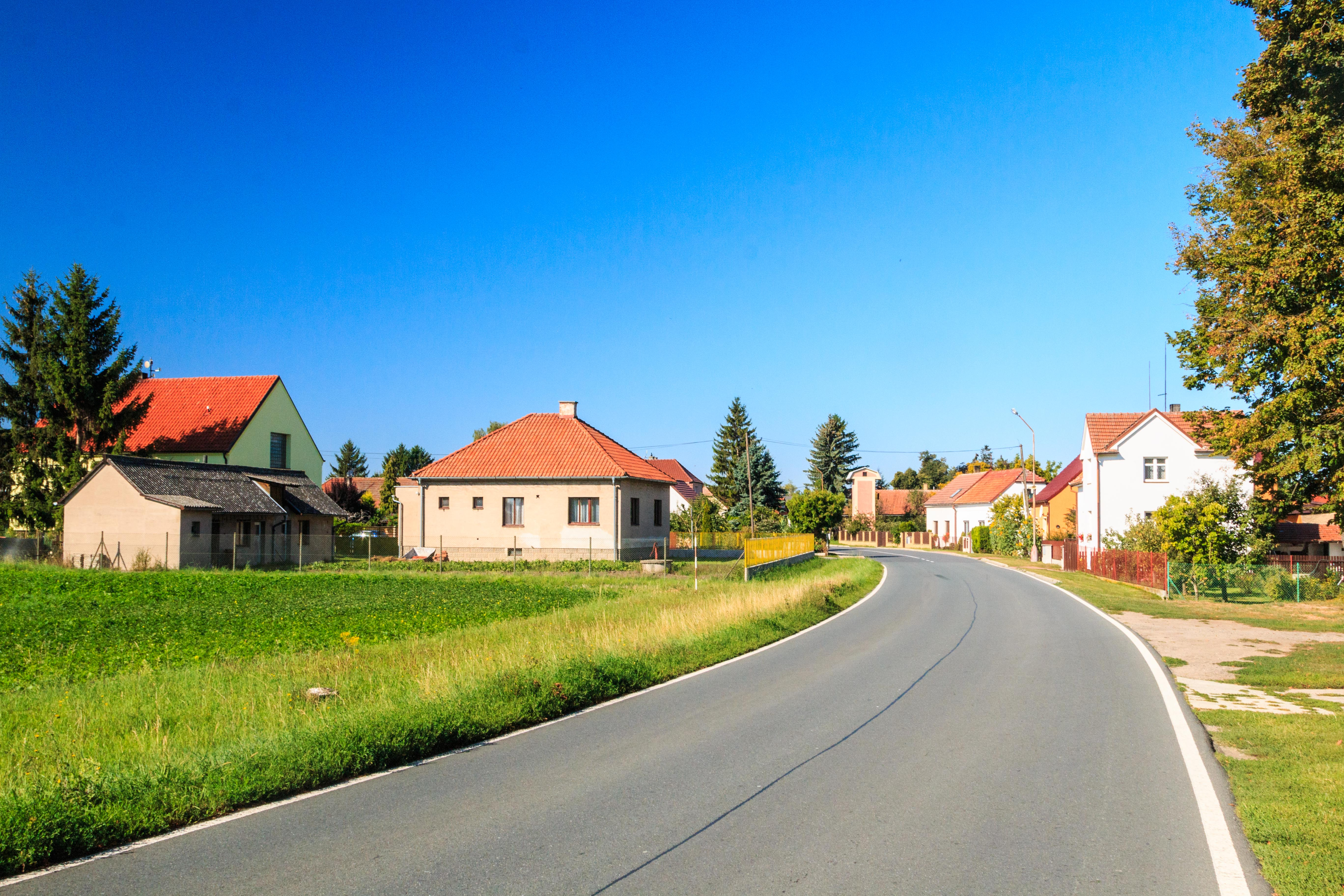
Dvory u Nymburka - dům čp. 139
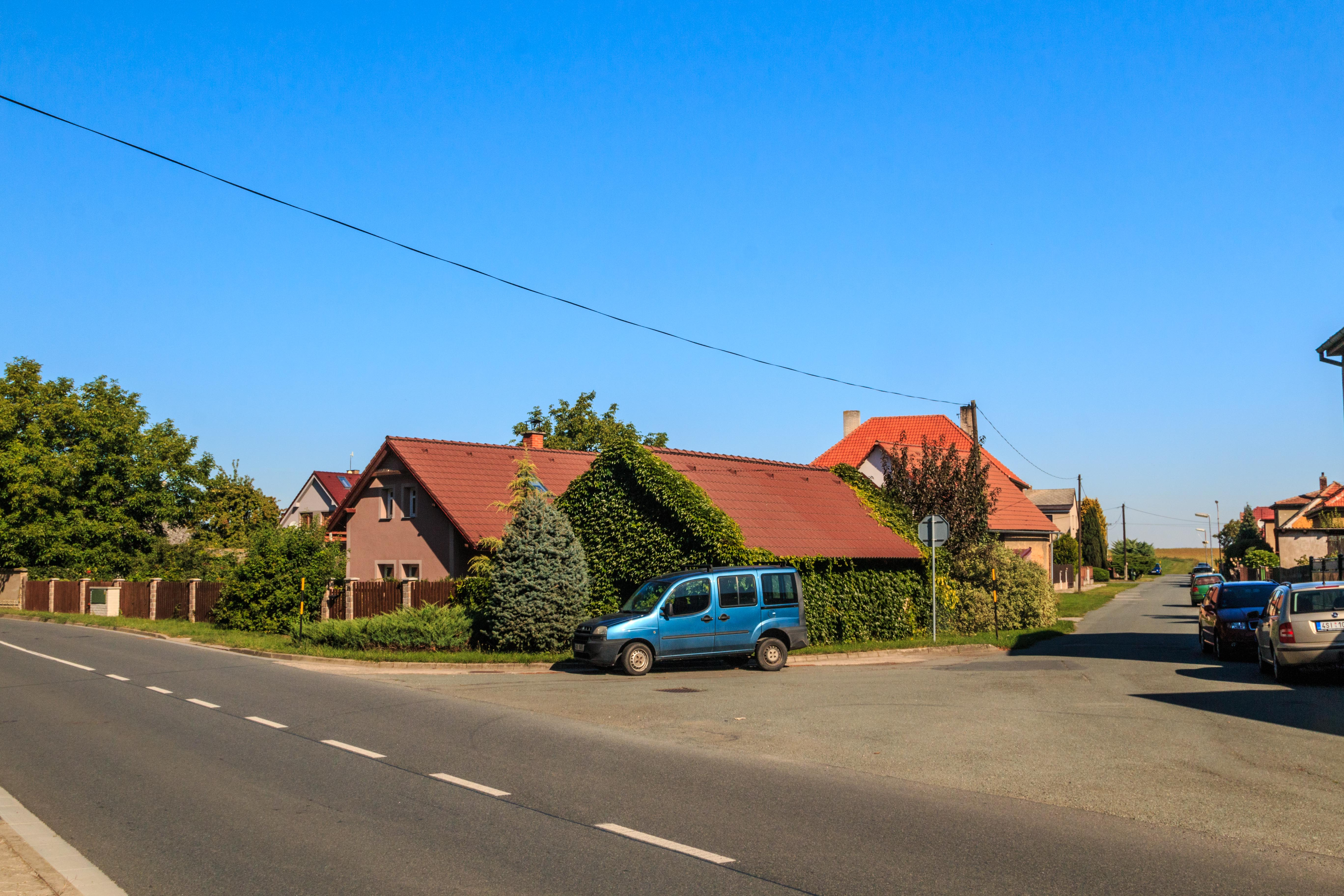
Dvory u Nymburka - dům čp. 24
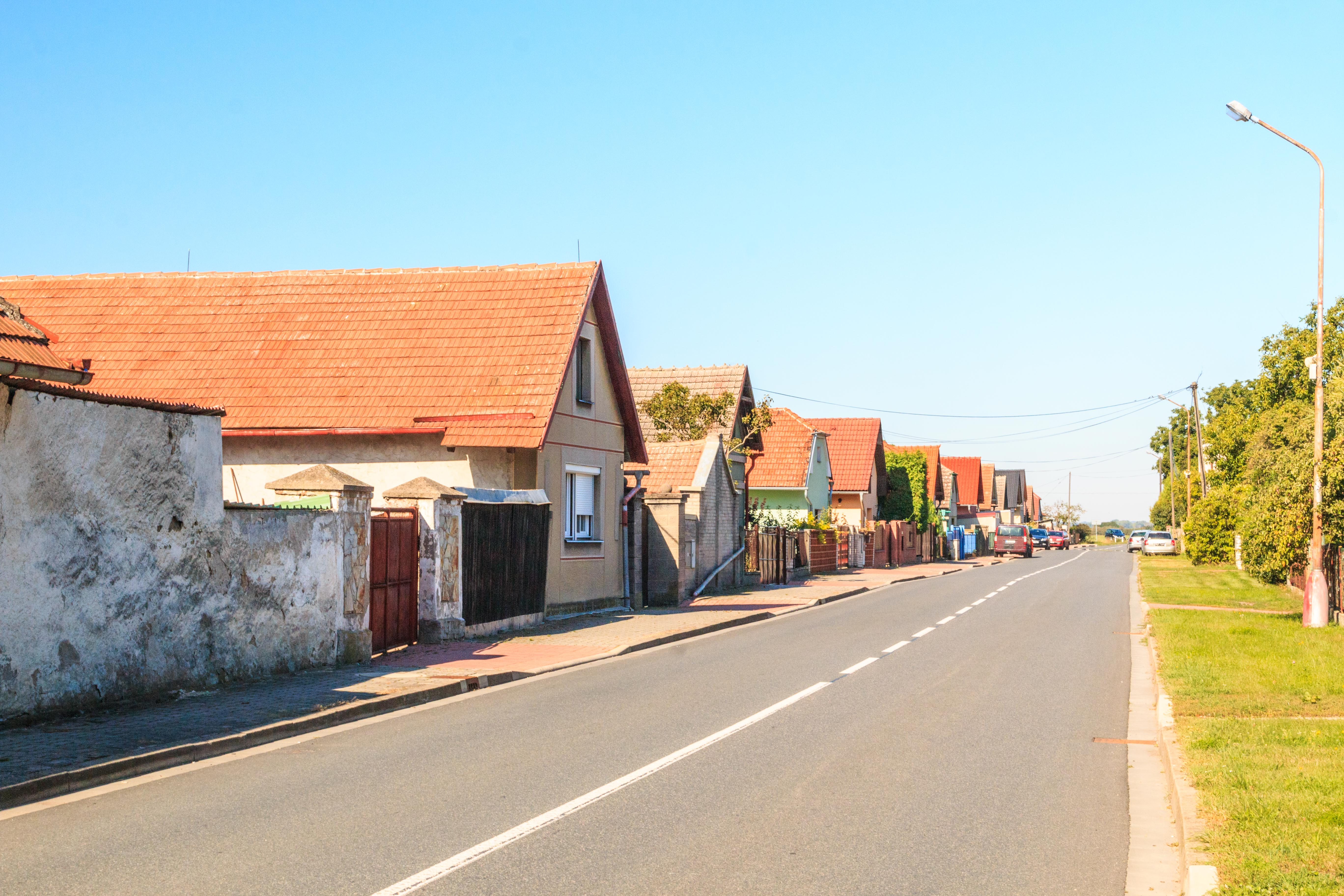
Dvory u Nymburka - dům čp. 35
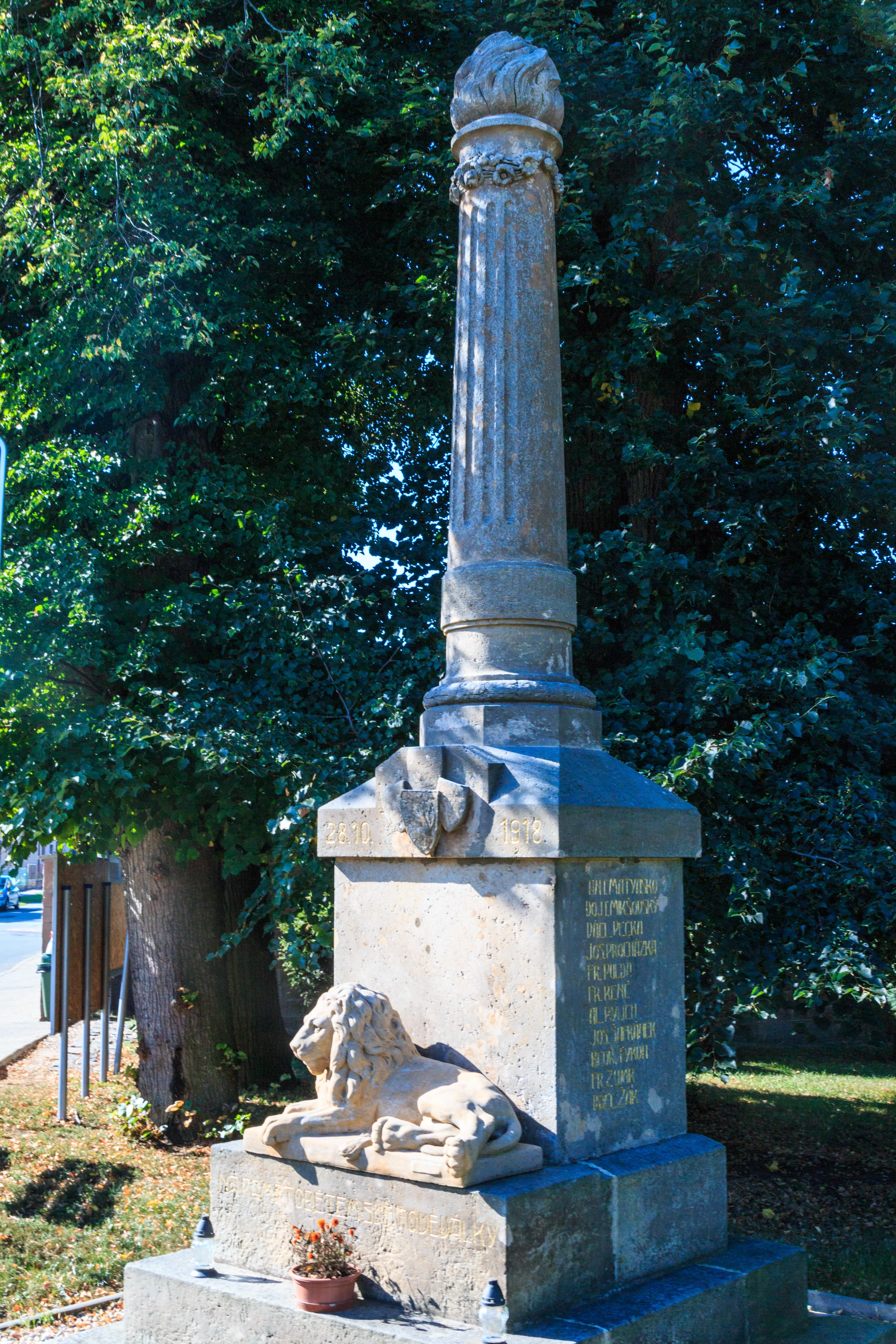
Dvory - pomník padlých
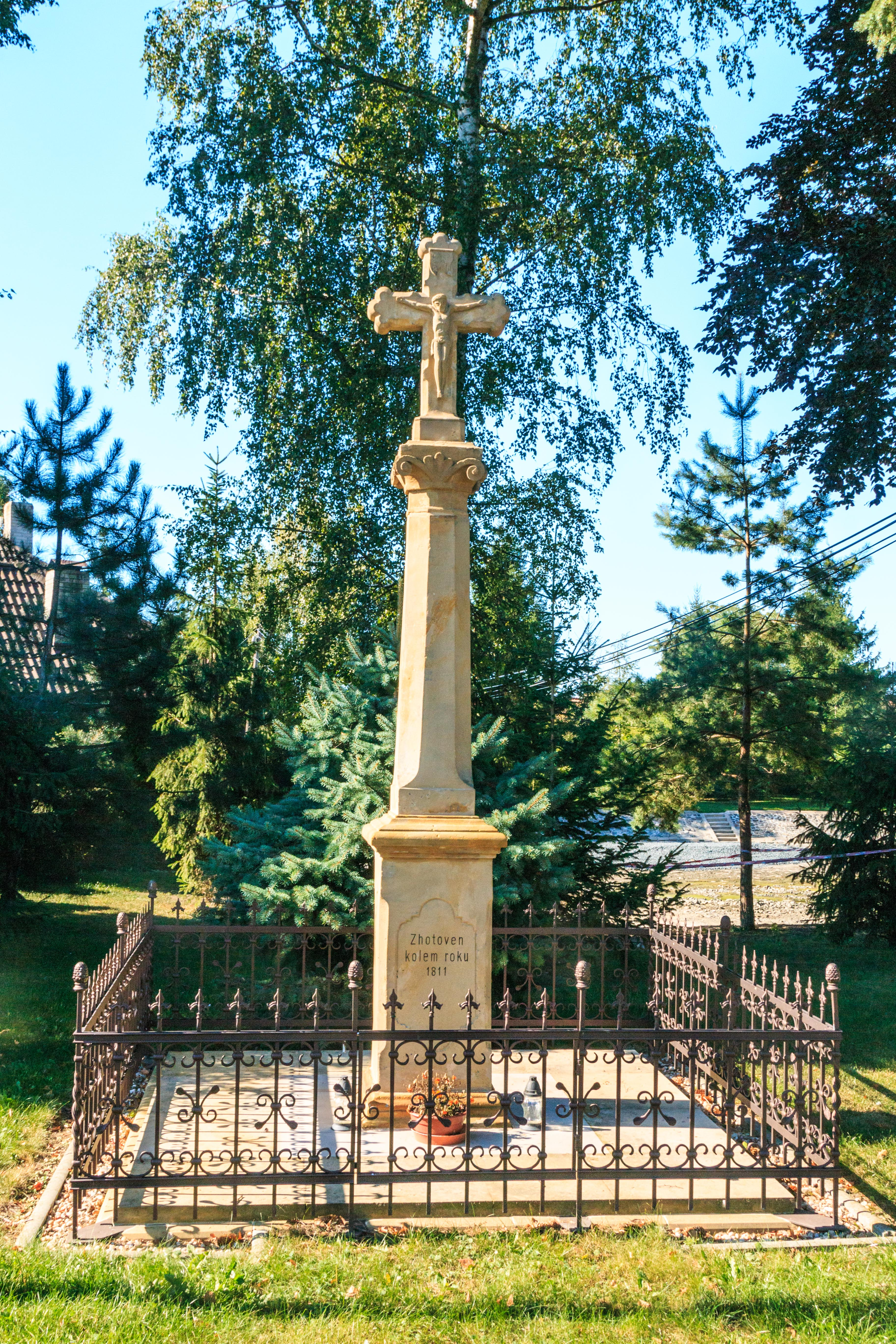
Dvory - kříž